# Нигино
Нигино — деревня в Никольском районе Вологодской области. Административный центр Нигинского сельского поселения и Нигинского сельсовета.
Расстояние до районного центра Никольска по автодороге — 18 км. Ближайшие населённые пункты — Еремкин, Лашово, Петрянино.
По переписи 2002 года население — 399 человек (203 мужчины, 196 женщин). Всё население — русские.